# 210444 Frithjof
210444 Frithjof è un asteroide della fascia principale. Scoperto nel 2009, presenta un'orbita caratterizzata da un semiasse maggiore pari a 2,3339428 UA e da un'eccentricità di 0,1605016, inclinata di 2,13583° rispetto all'eclittica.
Dal 9 aprile al 6 agosto 2009, quando 216439 Lyubertsy ricevette la denominazione ufficiale, è stato l'asteroide denominato con il più alto numero ordinale. Prima della sua denominazione, il primato era di 202736 Julietclare.
L'asteroide è dedicato all'astronomo tedesco Frithjof Brauer.